# 七里坪乡
七里坪乡，是中华人民共和国河南省南阳市内乡县下辖的一个乡镇级行政单位。

## 行政区划
七里坪乡下辖以下地区：
七潭村、野獐坪村、黄沙河村、大龙村、花园村、三道河村、高皇村、后坪村、马尾村、靳河村、张洼村、青山村、后会村、蚌峪村、流峪村和寺坪村。